# Estudios federativos
Reciben el nombre de Estudios federativos o Enseñanzas federativas toda aquella formación de tipo no formal realizada por una federación deportiva y que tienen como objetivo el formar entrenadores, técnicos y jueces o árbitros deportivos en una determinada modalidad o especialidad deportiva. 

## España
Este tipo de formaciones, salvo excepciones debidamente reguladas, carecen de oficialidad y reconocimiento por parte del Ministerio de Educación, Cultura y Deporte ya que son títulos privados, aunque sí que gozan de reconocimiento a la hora de ejercer determinadas profesiones, lo que ha sido causa de numerosas denuncias y reclamaciones en la actualidad.
La titulación federativa obtenida (Diploma o Certificado), es aquel reconocimiento de una determinada formación que una persona posee tras realizar los estudios, exámenes, períodos de prácticas y pruebas pertinentes, organizados por la federación deportiva en una determinada modalidad.
No se debe confundir con las enseñanzas deportivas oficiales que están dentro del sistema educativo como Enseñanzas de Régimen Especial.

Que reconozco como cierto y verdad que he sido informado por (...) que el Diploma que se obtiene por superar el Curso en que me inscribo, corresponde a las formaciones deportivas que no conducen a títulos oficiales en los términos de las disposiciones correspondientes en los Reales Decretos (...). Igualmente reconozco haber sido informado que en la actualidad, la obtención del Diploma de (...), no sería, objeto de homologación / convalidación por la Consejería de Educación de la Comunidad Autónoma correspondiente o del Ministerio de Educación y Ciencia.
Anexo habitual de los cursos federativos.

### Homologación, convalidación o equivalencia
Quienes acrediten formaciones de entrenadores deportivos o estudios oficiales españoles pueden equipararlos con las enseñanzas deportivas mediante la correspondiente solicitud al Ministerio de Educación a través del Consejo Superior de Deportes. Actualmente existen diversas posibles vías de tramitación:
- Acreditando diplomas o certificados españoles de entrenador deportivo obtenidos al superar formaciones impartidas antes del año 2000. Se puede obtener la homologación o la equivalencia profesional de su diploma con el título oficial, o bien la convalidación de la formación deportiva superada con las enseñanzas oficiales. 
- La homologación conlleva efectos académicos y profesionales. 
- La equivalencia profesional excluye los efectos académicos. 
- La convalidación solamente se otorga para completar los estudios a fin de obtener el título de Técnico Deportivo o de Técnico Superior Deportivo.

- Acreditando diplomas o certificados españoles de entrenador deportivo obtenidos al superar formaciones después del año 1999, mediante formaciones autorizadas por los órganos competentes de las comunidades autónomas. Se puede obtener la correspondencia formativa con las enseñanzas oficiales. 
- La correspondencia de las materias del bloque común deben solicitarse al centro que imparta las enseñanzas. 
- La correspondencia con los demás módulos y bloques al Ministerio a través del CSD.

- Acreditando estudios españoles oficiales. Las convalidaciones de los módulos del bloque común han de solicitarlas en el centro que imparte las enseñanzas.

### Situación por modalidad deportiva

#### Fútbol
En España, la Real Federación Española de Fútbol lleva a cabo varios cursos de formación de estas características que dan lugar a la obtención de titulaciones, tales como por ejemplo las titulaciones de entrenador:
- Diploma Profesional de Entrenador de Fútbol
- Diploma Avanzado de Entrenador de Fútbol.
- Diploma Básico de Entrenador de Fútbol.
- Diploma de Monitor Deportivo de Fútbol.

O formaciones con un carácter más específico:
- Diploma de Especialización Básica en el Entrenamiento de Porteros.

#### Fútbol Sala
Ídem que en la modalidad de fútbol, pero en la citada modalidad:
- Diploma Profesional de Entrenador de Fútbol Sala
- Diploma Avanzado de Entrenador de Fútbol Sala.
- Diploma Básico de Entrenador de Fútbol Sala.
- Diploma de Monitor Deportivo de Fútbol Sala.

#### Fútbol Playa
Es muy similar al fútbol y fútbol sala, aunque con diferentes matices.

#### Baloncesto
La situación del baloncesto es idéntica a la futbolística.

#### Balonmano
En el balonmano existe el mismo marco descrito en que en las modalidades anteriores.

#### Triatlón
Desde la Federación Española de Triatlón, se ofrecen cursos de formación de tipo específico.